# Bucklin-Wahl
Die Bucklin-Wahl ist ein Wahlverfahren aus der Familie der Vorzugswahlen, mit dem ein einzelner Sieger bestimmt wird.
Die Wähler erstellen entsprechend ihrer Präferenzen eine Rangfolge der Kandidaten. Hat ein Kandidat eine absolute Mehrheit der Erstpräferenzen, so ist er gewählt. Andernfalls werden die Zweitpräferenzen aller Wähler zu den Erstpräferenzen addiert. Hat nun ein Kandidat eine absolute Mehrheit erreicht, so ist er der Gewinner. Ansonsten wird solange jeweils eine weitere Rangstufe an Präferenzen ausgewertet, bis ein Kandidat die absolute Mehrheit erreicht.

## Beschreibung der Wahlmethode
Die Bucklin-Wahl lässt sich beschreiben als iterative Anwendung der folgenden zwei Schritte auf jeden Rang (beginnend mit dem 1. und dann aufsteigend) der Präferenzordnung:
1. Zählung: Jedem Kandidaten wird die Anzahl der Wähler, die ihn auf dem aktuellen Rang angeordnet haben, zu seinen bisherigen Stimmen addiert.
2. Sieg-Bedingung: Hat ein Kandidat von der absoluten Mehrheit der Wähler eine Stimme, so bricht das Verfahren ab. Gewinner ist derjenige Kandidat mit den meisten Stimmen.

Zu beachten ist, dass mehrere Kandidaten gleichzeitig eine absolute Mehrheit erreichen können, da sich die absolute Mehrheit grundsätzlich auf die Anzahl der Wähler bezieht, wohingegen die gewertete Stimmenzahl mit jeder weiteren Iteration zunimmt. Bei mehreren Kandidaten mit absoluter Mehrheit hat der Kandidat mit der höheren Stimmenzahl gewonnen.

### Erweiterung
Bei der Bucklin-Wahl ist fest vorgegeben, dass von jedem Wahlzettel genau ein Kandidat pro „Runde“ in die Zählung eingebracht wird. Der Wähler muss daher eine strikte Totalordnung der Kandidaten auf seinem Wahlzettel angeben.
Die Bucklin-Wahl kann verallgemeinert werden, indem die Entscheidung, welche Kandidaten in welcher Runde in die Zählung eingebracht werden, dem Wähler überlassen wird, das heißt, dem Wähler erlaubt wird, mehreren Kandidaten denselben Rang zuzuordnen und auch Ränge komplett auszulassen.
Diese Verallgemeinerung der Bucklin-Wahl nennt sich Majority Judgment.

## Beispiel
Betrachte eine Wahl mit vier Kandidaten A, B, C und D und den folgenden Präferenzen der 14 Wähler:
| Anzahl      | 2    | 3    | 4    | 5    |
| ----------- | ---- | ---- | ---- | ---- |
| Präferenzen | 1. A | 1. B | 1. C | 1. D |
| Präferenzen | 2. D | 2. C | 2. B | 2. A |
| Präferenzen | 3. C | 3. D | 3. A | 3. B |
| Präferenzen | 4. B | 4. A | 4. D | 4. C |

Mit den Erststimmen ergibt sich folgendes Ergebnis:
|          | 1. Runde | 1. Runde      |
| -------- | -------- | ------------- |
| Kandidat | Rang 1   | Gesamtstimmen |
| A        | 2        | 2             |
| B        | 3        | 3             |
| C        | 4        | 4             |
| D        | 5        | 5             |

Da kein Kandidat eine absolute Mehrheit (8 Stimmen) erreicht hat, werden die Zweitpräferenzen der Wähler hinzugezählt:
|          | 2. Runde | 2. Runde | 2. Runde      |
| -------- | -------- | -------- | ------------- |
| Kandidat | Rang 1   | Rang 2   | Gesamtstimmen |
| A        | 2        | 5        | 7             |
| B        | 3        | 4        | 7             |
| C        | 4        | 3        | 7             |
| D        | 5        | 2        | 7             |

Noch immer verfügt kein Kandidat über die Stimmen einer absoluten Mehrheit der Wähler (8 Stimmen), daher werden die Drittpräferenzen der Wähler ausgewertet:
|          | 3. Runde | 3. Runde | 3. Runde | 3. Runde      |
| -------- | -------- | -------- | -------- | ------------- |
| Kandidat | Rang 1   | Rang 2   | Rang 3   | Gesamtstimmen |
| A        | 2        | 5        | 4        | 11            |
| B        | 3        | 4        | 5        | 12            |
| C        | 4        | 3        | 2        | 9             |
| D        | 5        | 2        | 3        | 10            |

Nun verfügt ein Kandidat über eine absolute Mehrheit an Stimmen und das Verfahren bricht ab. In der Tat haben sogar alle vier Kandidaten gleichzeitig die absolute Mehrheit überschritten. Gewinner ist Kandidat B, da er zu diesem Zeitpunkt den höchsten Stimmwert hat.

## Eigenschaften
In der Sozialwahltheorie gibt es einige Kriterien, um die Qualität eines Wahlsystems zu bestimmen, unter denen die Bucklin-Wahl wie folgt abschneidet:
Die Bucklin-Wahl erfüllt das Majoritätskriterium, das gegenseitige Majoritätskriterium und das Monotoniekriterium.
Die Bucklin-Wahl verletzt das Condorcet-Kriterium, die Unabhängigkeit von Klon-Alternativen, das later-no-harm-Kriterium, das Partizipationskriterium, das Konsistenzkriterium, das Reversal symmetry-Kriterium, das Condorcet-Verlierer-Kriterium und die Unabhängigkeit von irrelevanten Alternativen.